# Église Saint-Pardoux de Gimel-les-Cascades
Pour les articles homonymes, voir Église Saint-Pardoux.
L'église Saint-Pardoux est une église catholique située à Gimel-les-Cascades, en France.

## Localisation
L'église est située dans le département français de la Corrèze, sur la commune de Gimel-les-Cascades.

## Historique
Édifiée sur la base d'une chapelle du XIIIe siècle, l'église actuelle date de 1486, lorsque l'évêque Barton de Montbas en ordonne la reconstruction.
Elle a fait l'objet d'une campagne de restauration intérieure au cours des années 2000. Une souscription pour financer la restauration des parements extérieurs de l’édifice a été lancée en 2013.
L'édifice est inscrit au titre des monuments historiques en 2009.

## Description

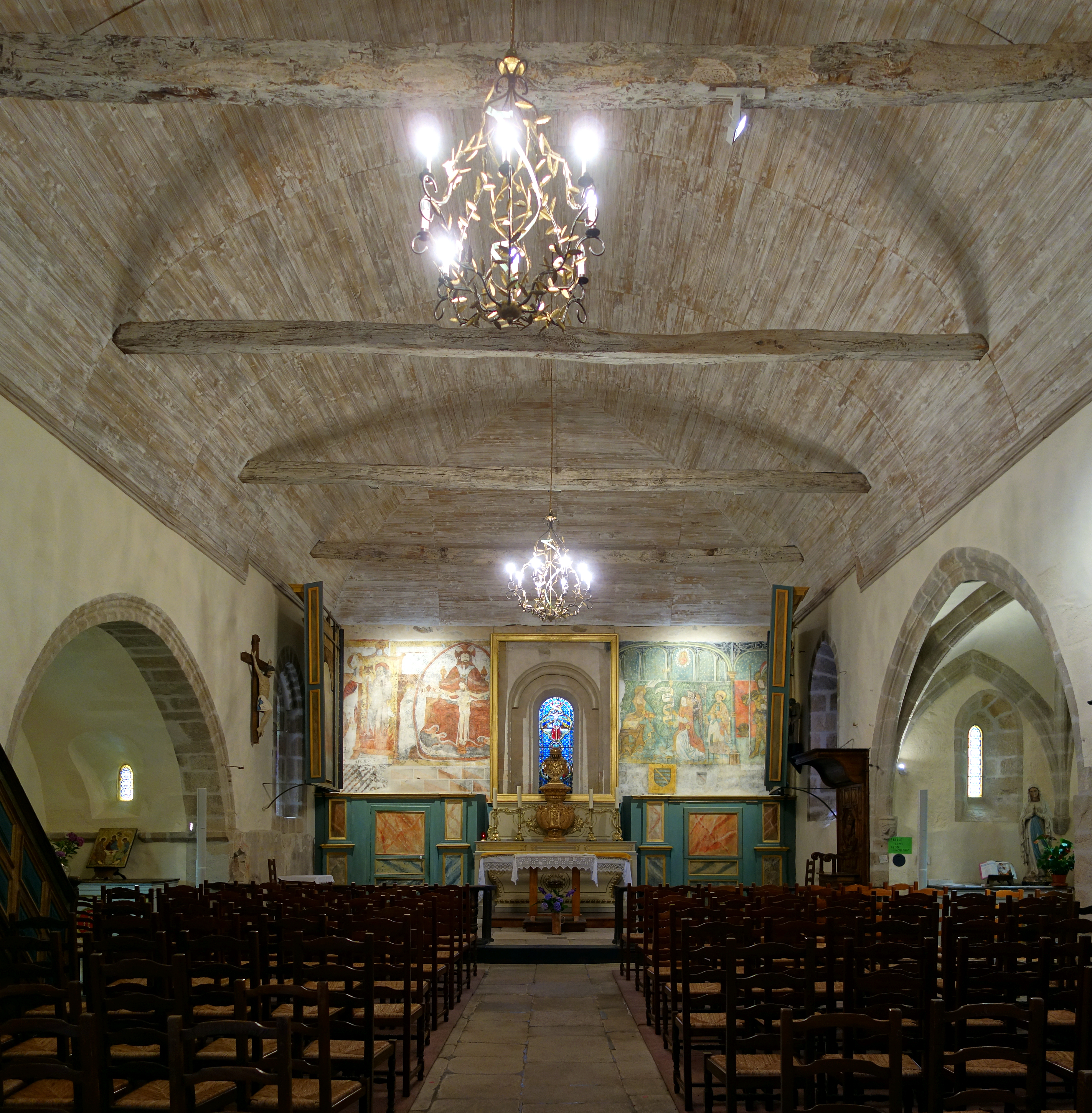
La nef en 2015

Orientée Nord - Sud, l'église est construite en moellons de gneiss mêlés de pierres de taille. La façade porte un clocher à peigne de quatre cloches surmonté d’une croix en pierre. La toiture à deux pentes de la nef est couverte d'ardoises de Corrèze posées au clou.
À l'intérieur, le plafond en bois voûté du XVIIe siècle a été dégagé de l'habillage de plâtre posé dans les années 1970.
Le chœur présente des boiseries du XVIIIe siècle, avec ors et faux marbres, qui dissimulaient des peintures murales découvertes en 1997 présentant à gauche la Sainte Trinité et à droite l’Annonciation. On distingue dans la première saint Antoine, l’ermite avec son cochon trônant au-dessus d’un brasier enflammé évoquant la maladie que le saint guérissait, appelé feu de saint Antoine. Un évêque nimbé, presque complètement dissimulé, semble soutenir le panneau. Le Père Éternel, soutenant son fils crucifié, occupe le centre du panneau. La seconde, de facture très différente, représente la Vierge, assise devant un pupitre qui porte un gros livre, et qui écoute l’annonce que lui apporte l’ange Gabriel. Il porte une banderole où son message est gravé. Derrière lui se tient un saint abbé, porteur de sa crosse, qui doit être saint Pardoux, et devant lui, un petit donateur en prière, les mains jointes, porte un habit de prêtre. Il est suivi d’un tout petit personnage qui peut être, soit un enfant, soit un ange gardien. Datées respectivement du XIVe siècle et du milieu du XVe siècle, elles attesteraient que l'église reconstruite en 1486 a englobé le mur sud d’une ancienne chapelle, décorée de peintures, et l’a transformé en chœur, en y perçant une baie centrale.
Les ailes du retable portent deux panneaux bifaces peints par Antoine Soulié en 1759 représentant Saint Pardoux bénissant un enfant au berceau, l'Annonciation et Saint Dumine présentant l'église de Braguse, la Visitation.
L'église renferme également un tableau de Cesare Saccaggi, Les Fidèles au pardon (1903), don de Jean Geouffre de la Pradelle.

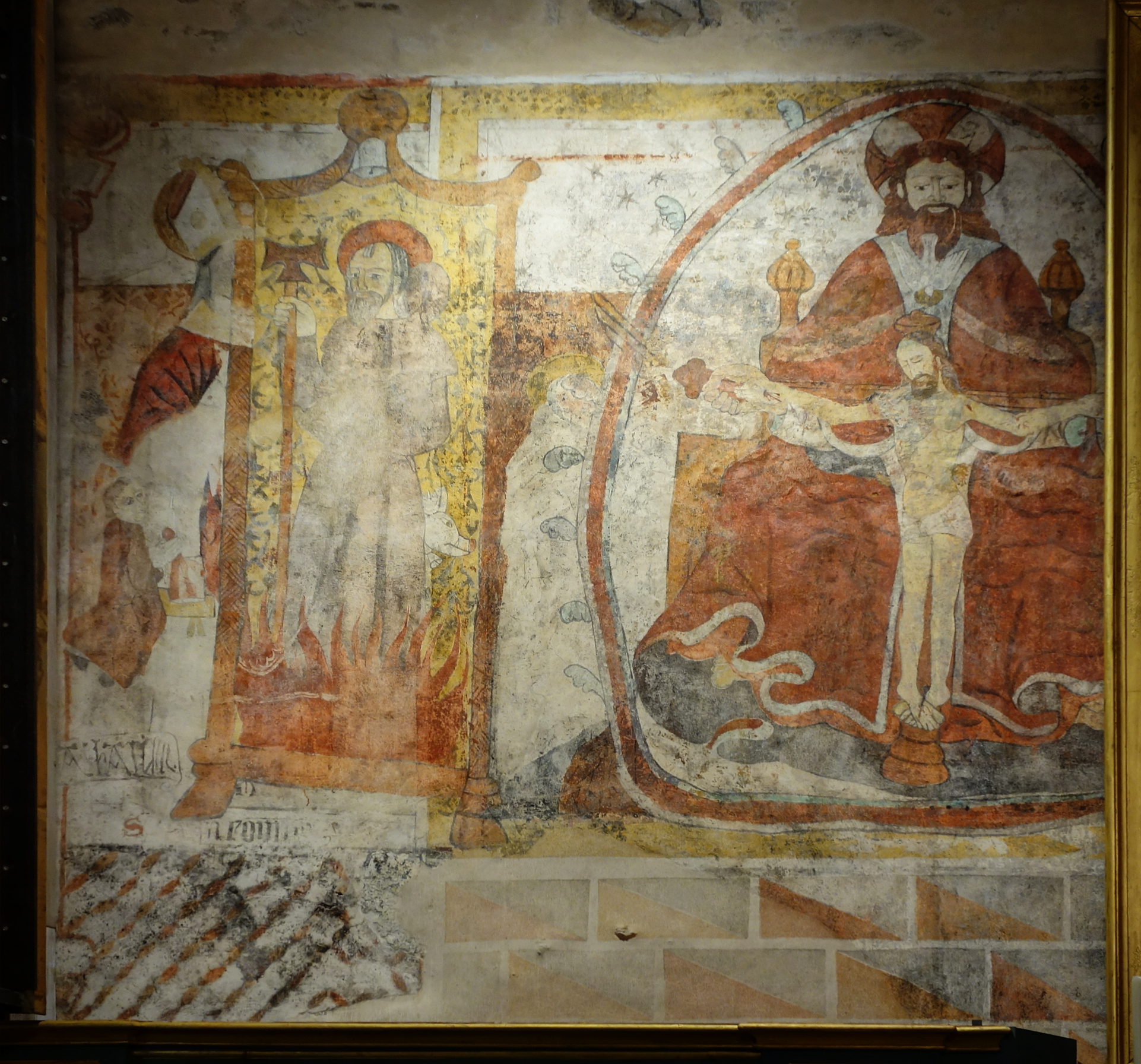
La Sainte Trinité
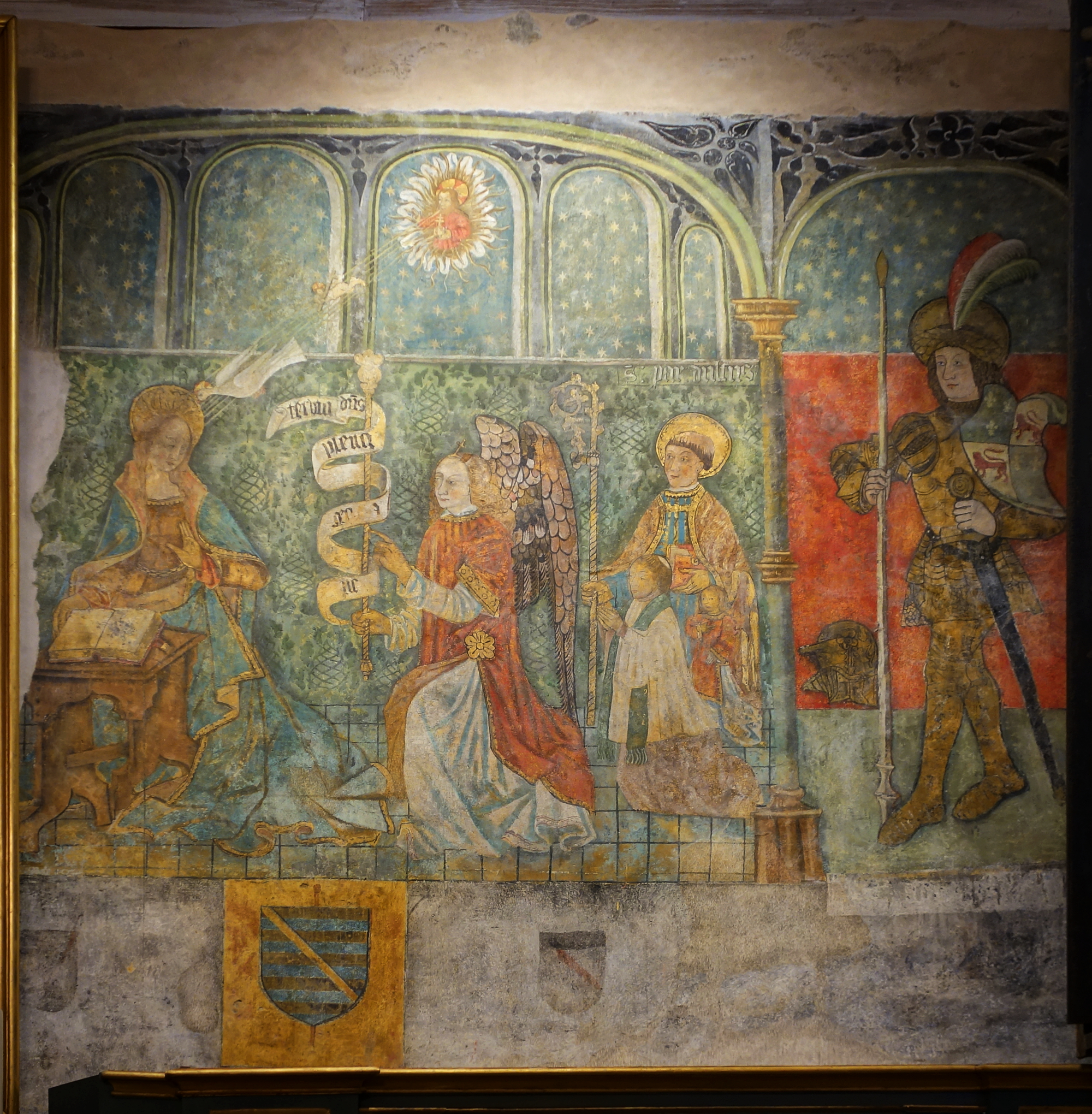
L’Annonciation

## Trésor
L'église possède un Trésor qui comprend notamment une châsse-reliquaire du XIIe siècle en émail de Limoges consacrée à Saint-Étienne, le premier martyr, dont elle contient les reliques. En forme de maison, elle représente d'un côté le martyre de saint Étienne, de l'autre, les représentations de saint Jean, saint Pierre, saint Paul et saint Philippe. Au-dessus figurent des anges dans des médaillons. Tous les personnages sont émaillés sauf les visages qui sont en reliefs. Le reliquaire mesure 28 centimètres de long sur 11 de large et 25 de haut.
Il comprend également un buste-reliquaire de Saint Dumine du XVe siècle en argent repoussé, sauf les cheveux et la barbe qui sont dorés. Sur la poitrine, on peut voir 4 écussons, ceux des Gimel (« burelé d'argent et d'azur, à la bande de gueules brochant sur le tout ») et des familles alliées, probablement les donateurs du reliquaire : les vicomtes de Turenne entre autres (« d'argent à la bande d'azur, accompagnée de six roses de gueules »).

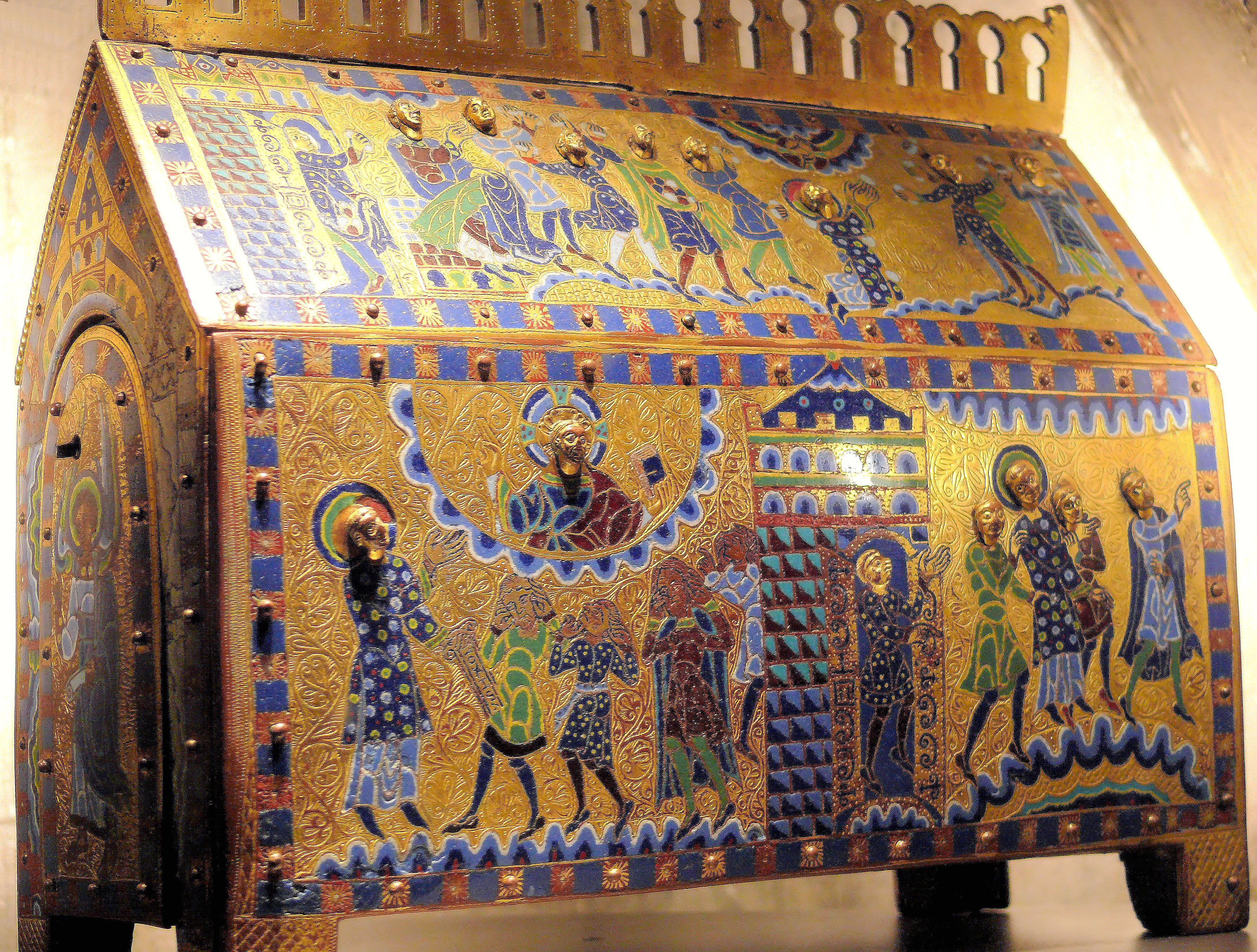
Chasse-reliquaire de saint Étienne - martyre de saint Étienne
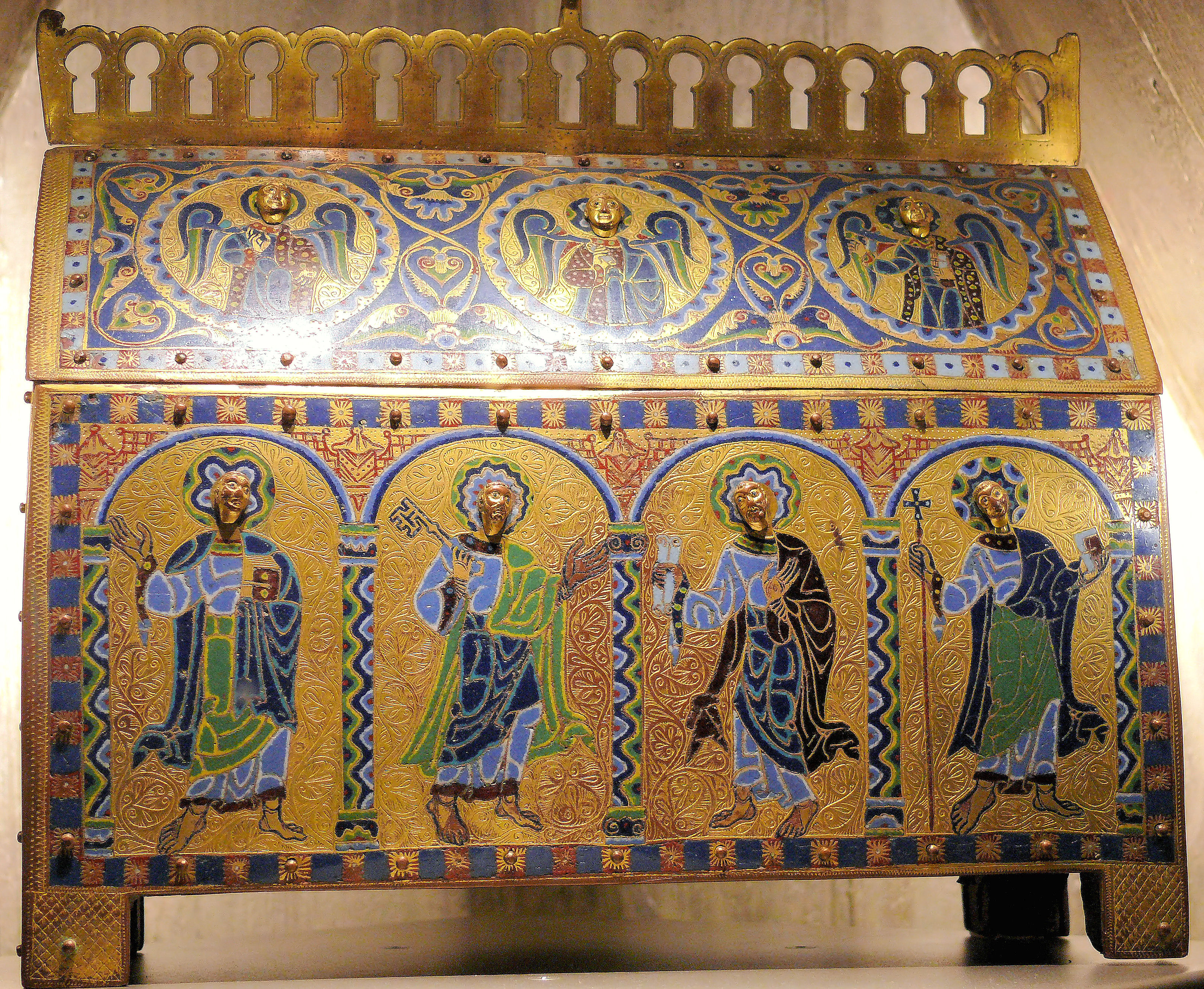
Chasse-reliquaire de saint Étienne - saint Jean, saint Pierre, saint Paul et saint Philippe
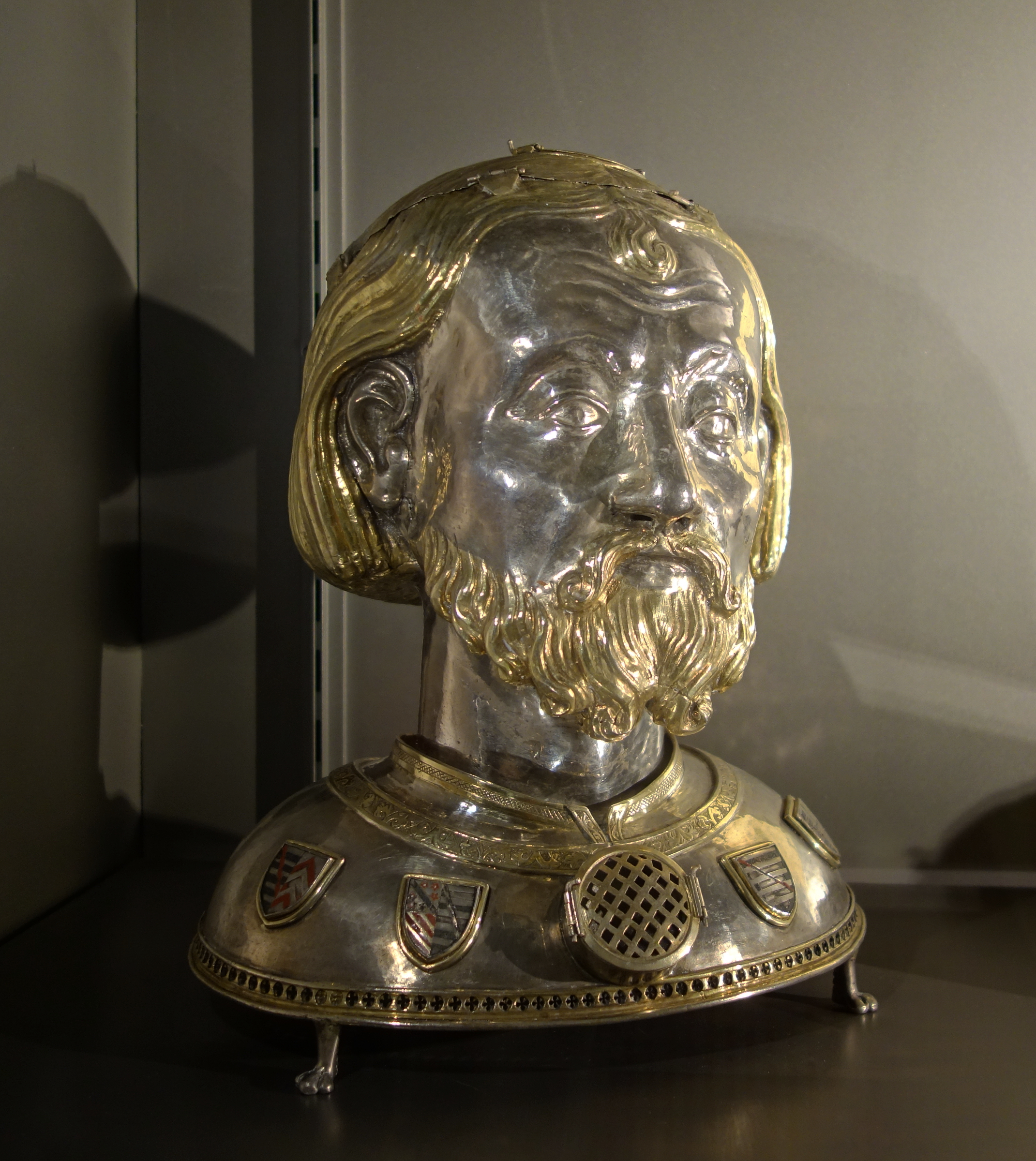
Buste-reliquaire de Saint Dumine
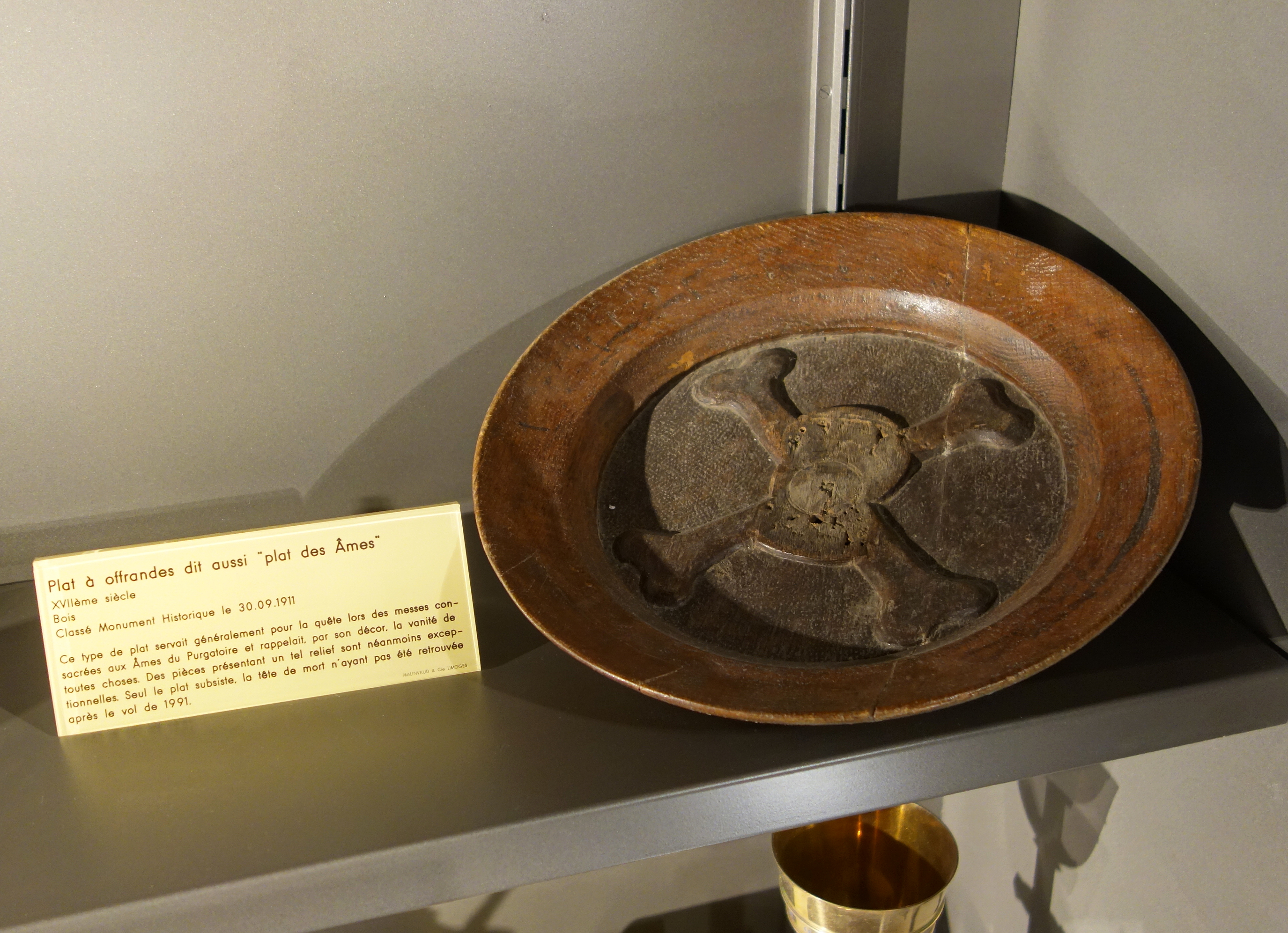
Plat à offrandes